# Medicine (banda)
Medicine é uma banda de rock alternativo, noise-pop/rock e shoegaze de San Fernando Valley, California, E.U.A.. formada em 1990 pelo guitarrista Brad Laner. Eles são talvez mais conhecidos por sua aparição no filme de 1994 The Crow, em que cantaram  "Time Baby III", uma faixa que apresenta vocais  de Elizabeth Fraser, do Cocteau Twins. O Medicine foi formado pelo ex-baterista da banda Savage Republic, Brad Laner [2], com base em cerca de quatro gravações,que Laner estava trabalhando em 1990.
Seu primeiro disco "Shot Forth Self Living", foi lançado em 1992. Shot Forth foi bem recebido pelas college radios e teve boa cobertura em jornais alternativos, e alguns de seus vídeos foram reproduzidos na MTV.
Seu segundo álbum, The Buried Life foi lançado no ano seguinte e deu ao Medicine mais acesso ao mainstream, e mais atenção da mídia, tendo críticas sendo escritas em revistas como Creem. The Buried Life seria também o primeiro álbum lançado por uma gravadora americana depois de assinar um acordo com base no sucesso de sua estréia.
Quando estava em turnê com o The Jesus and Mary Chain, Curve e Spiritualized em 1994, a banda foi abordada por um grupo de cineastas que pediu uma música para o seu próximo filme e que a banda fizesse uma breve aparição na mesmo. A banda concordou e reformulado "Time Baby II" em uma versão translúcida alegre que se tornou "Time Baby III". O filme, The Crow foi um sucesso de bilheteria, e a trilha sonora tornou-se um best seller também. American Recordings estava ansiosa para lançar "Time Baby III", para coincidir com o sucesso do filme. Laner respondeu propondo um álbum de remixes de músicas da banda. O resultado foi: Sounds of Medicine: Stripped and Reformed Sounds EP, que apresenta remixes por Robin Guthrie dos Cocteau Twins e do líder do Smashing Pumpkins Billy Corgan.
O último álbum com a formação original foi "Her Highness". Lançado em 1995, a banda se separou logo depois. Medicine foi reformado brevemente em 2003, mas era como um duo incluindo Laner e Shannon Lee, filha do ator Bruce Lee. Eles lançaram um álbum.
Line-up original da banda foi reformado novamente e lançou um novo álbum de estúdio, "To The Happy Few", em julho de 2013, precedido pelo single "Long As The Sun".

## Legado do Medicine
Pitchfork Media tem saudado o Medicine como a coisa mais próxima de ser uma resposta americana ao My Bloody Valentine. [3]
Em 2012, Captured Tracks acabou reeditando os dois primeiros LPs do Medicine: Shot Forth Self Living, de 1992 e The Buried Life, de 1993, com material bônus e raridades, como parte de sua série Arquivo Shoegaze.

## Discografia
- Shot Forth Self Living (Def American/Creation, 1992)
- The Buried Life (American, 1993)
- Her Highness (American, 1995)
- The Mechanical Forces of Love (Wall of Sound, 2003)
- To The Happy Few  (Captured Tracks, 2013)

## Singles & EPs
- Aruca (Creation 1992)
- 5ive (a.k.a. Come Here To Drink Milk) (Creation, 1993)
- Never Click (Beggars Banquet, 1993)
- Sounds Of Medicine (American, 1994)
- Time Baby 3 (Beggars Banquet, 1994)
- Off The Vine (double 7") (Ectoplasm, 1995)
- Wet on Wet EP (Wall of Sound, 2002)
- I Smile To My Eyes (Wall of Sound, 2003)
- As You Do (Wall of Sound, 2004)

## Coletâneas
- The Crow OST (Atlantic, 1994)
- The Doom Generation OST (American, 1994)
- Tigerbeat6 Inc. (Tigerbeat6, 2001)
- The Faint - Danse Macabre Remixes (Astralwerks, 2003)
- Themroc - Into the Light (Wall of Sound, 2003)
- Wall of Sound 10th Anniversary (Wall of Sound, 2003)